# Stimet

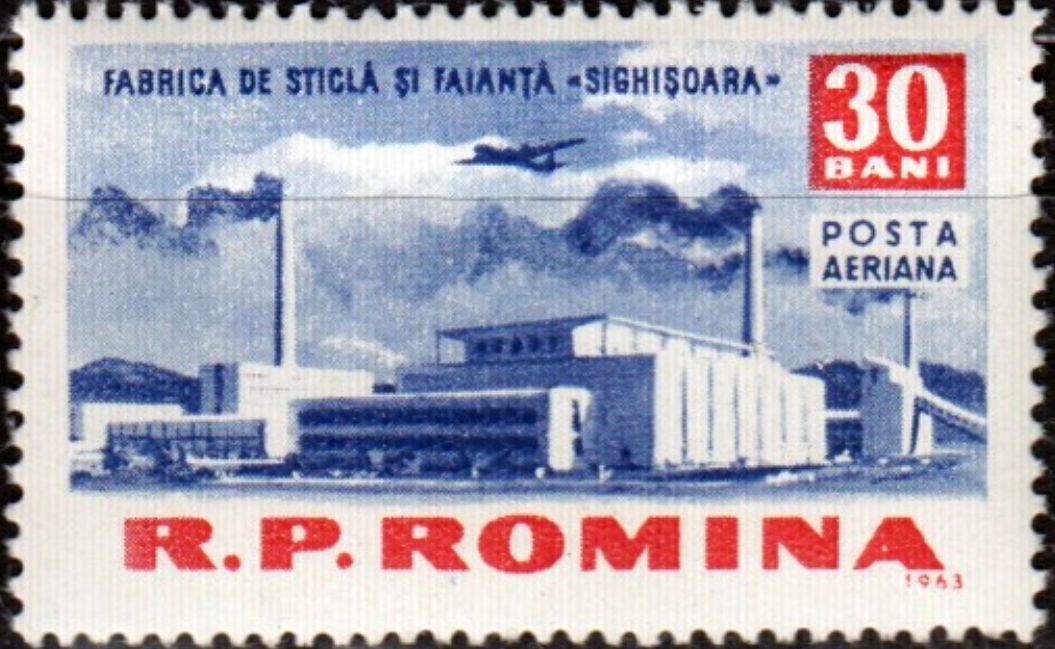
Marcă poștală machetată de Dimitrie Știubei în anul 1963

Stimet Sighișoara este o companie producătoare de ambalaje din sticlă din România.
Istoria companiei începe cu înființarea Combinatului de faianță și sticlărie din Sighișoara, în anul 1957.
În 1990, combinatul a fost divizat în trei societăți comerciale: Stimet, Cesiro și Artfil.
În 1996, Stimet a fost privatizată prin metoda Programul Acționarilor Salariați (PAS), 40 la sută din acțiuni revenind asociației angajaților, iar 60 de procente fiind distribuite sub formă de cupoane.
Acționarul majoritar al producătorului de articole din sticlă Stimet Sighișoara, care deținea 56,5% din capitalul social, a fost desființat la începutul anului 2005, în urma unei hotărâri judecătorești definitive.
Ulterior, omul de afaceri Radu Cocoș, care mai deținea și două companii producătoare de vinuri, a cumpărat din acțiunile firmei, având 20,31% în 1999 și ajungând la 38,69% din acțiuni în anul 2005.
Număr de angajați în 2005: 420
Din cauză că nu a reușit să obțină un credit de 7 milioane de euro necesar retehnologizării, fabrica a fost închisă în noiembrie 2005.